# Mercedes-Benz Truck Racing
Mercedes-Benz Truck Racing (сокращенно: MBTR) — компьютерная игра в жанре автомобильного симулятора, разработанная немецкой компанией Synetic GmbH и изданная THQ. Игра была выпущена для персонального компьютера под управлением операционной системы Windows в 2000 году. Разработка велась в сотрудничестве с Daimler AG — фирмой, производящей автомобили марки Mercedes-Benz.
Позднее, в 2003 году компанией Synetic GmbH была разработана другая игра, сфокусированная на машинах Mercedes-Benz — Mercedes-Benz World Racing (рус. «Мерседес. Мировые гонки»). Данная игра использует значительно улучшенную версию движка, на котором базируется Truck Racing.

## Игровой процесс
Mercedes-Benz Truck Racing представляет собой симулятор гонок на лицензированных спортивных грузовых автомобилях марки Mercedes-Benz. При разработке особенное внимание уделялось корректной физической модели автомобилей и системе повреждений; транспортные средства смоделированы с реальных прототипов.
Поочередно проходя различные гоночные этапы в чемпионате, игрок «открывает» недоступные ранее грузовики. Трассы представляют собой существующие в реальности гоночные стадионы.
Управление автомобилем осуществляется при помощи клавиатуры. Реализована поддержка компьютерного руля.

## Рецензии и оценки
| Сводный рейтинг       | Сводный рейтинг |
| Агрегатор             | Оценка          |
| --------------------- | --------------- |
| MobyRank              | 79 % из 100 %   |
| Иноязычные издания    |                 |
| Издание               | Оценка          |
| Gamekult              | 6 из 10         |
| JeuxVideoPC.com       | 75 % из 100 %   |
| Jeuxvideo.com         | 75 % из 100 %   |
| PC Games (Germany)    | 80 % из 100 %   |
| PC Player (Germany)   | 80 % из 100 %   |
| GameStar (Germany)    | 86 % из 100 %   |
| Gamesmania            | 88 % из 100 %   |
| Русскоязычные издания |                 |
| Издание               | Оценка          |
| Absolute Games        | 85 % из 100 %   |

Игра была положительно оценена специализированной прессой.
Согласно рейтингу оценок MobyRank, наивысшие баллы — 86% и 88% — игре поставили издания GameStar и Gamesmania. Средняя оценка MobyRank — 79% из 100%.
Так, французские издания JeuxVideoPC.com и Jeuxvideo.com поставили игре оценку 75% из 100%. Сайт Gamekult оценил игру более низким баллом — 6 из 10.
Оценку 80% Mercedes-Benz Truck Racing получила от немецких журналов PC Games Germany и PC Player Germany. 
Положительно оценивает игру и известный российский игровой сайт Absolute Games — Mercedes-Benz Truck Racing получила 85% из 100%. Автор рецензии отмечает качественную трёхмерную графику, реалистичную физическую модель и интересный геймплей («по части игрового интереса MBTR способна удовлетворить запросы самой взыскательной публики»). Вердикт подведен словами: «хватать, играть, балдеть. При полнейшем отсутствии конкуренции ребята из Synetic доказали, что и один в поле воин».